# Jaume Collboni
Jaume Collboni Cuadrado, né le 5 septembre 1969 à Barcelone (Espagne), est un homme politique espagnol membre du Parti des socialistes de Catalogne (PSC). Il est maire de Barcelone depuis 2023.
Il se présente comme tête de liste du PSC à Barcelone en 2015, 2019 et 2023. À la suite de ses deux premières tentatives, qui se soldent par un échec, il soutient Ada Colau, issue de la gauche radicale. Il devient maire après le scrutin de 2023.

## Biographie

### Formation
Jaume Collboni suit des études de droit à l'université de Barcelone au début des années 1990. Dans le même temps, il adhère à l'Union générale des travailleurs (UGT), une des principales organisations syndicales du pays et proche du Parti socialiste ouvrier espagnol (PSOE).

### Vie privée
Ouvertement homosexuel, il est en couple avec le réalisateur Óscar Cornejo de 2011 à 2016.

### Activités politiques
Jaume Collboni adhère au PSC en 1994. 
En 2014, il est candidat à la primaire du PSC en vue des élections municipales à Barcelone. Il remporte la primaire, devient le candidat du PSC à la mairie de Barcelone et réalise le pire score du parti dans la ville depuis la fin du régime franquiste. Il soutient avec son parti l'investiture d'Ada Colau, candidate de la gauche radicale arrivée en tête face au conservateur Xavier Trias, le maire sortant. Il est la même année élu Président de la fédération de Barcelone du PSC.
Il est à nouveau le candidat des socialistes lors des élections municipales barcelonaises de 2019. Il devient premier adjoint à la maire Ada Colau. Il est ensuite nommé premier vice-président de la députation provinciale de Barcelone, présidée par Núria Marín.
En 2023, il est pour la troisième fois le candidat des socialistes lors des élections municipales à Barcelone. La liste du PSC améliore son score en obtenant 19,8 % des suffrages, finissant à la deuxième place, derrière celle de Junts, de Xavier Trias, mais devant celle de Barcelone en commun (BeC), d'Ada Colau. Le 17 juin, il est élu maire grâce au soutien de BeC et du Parti populaire.